# كويرتي

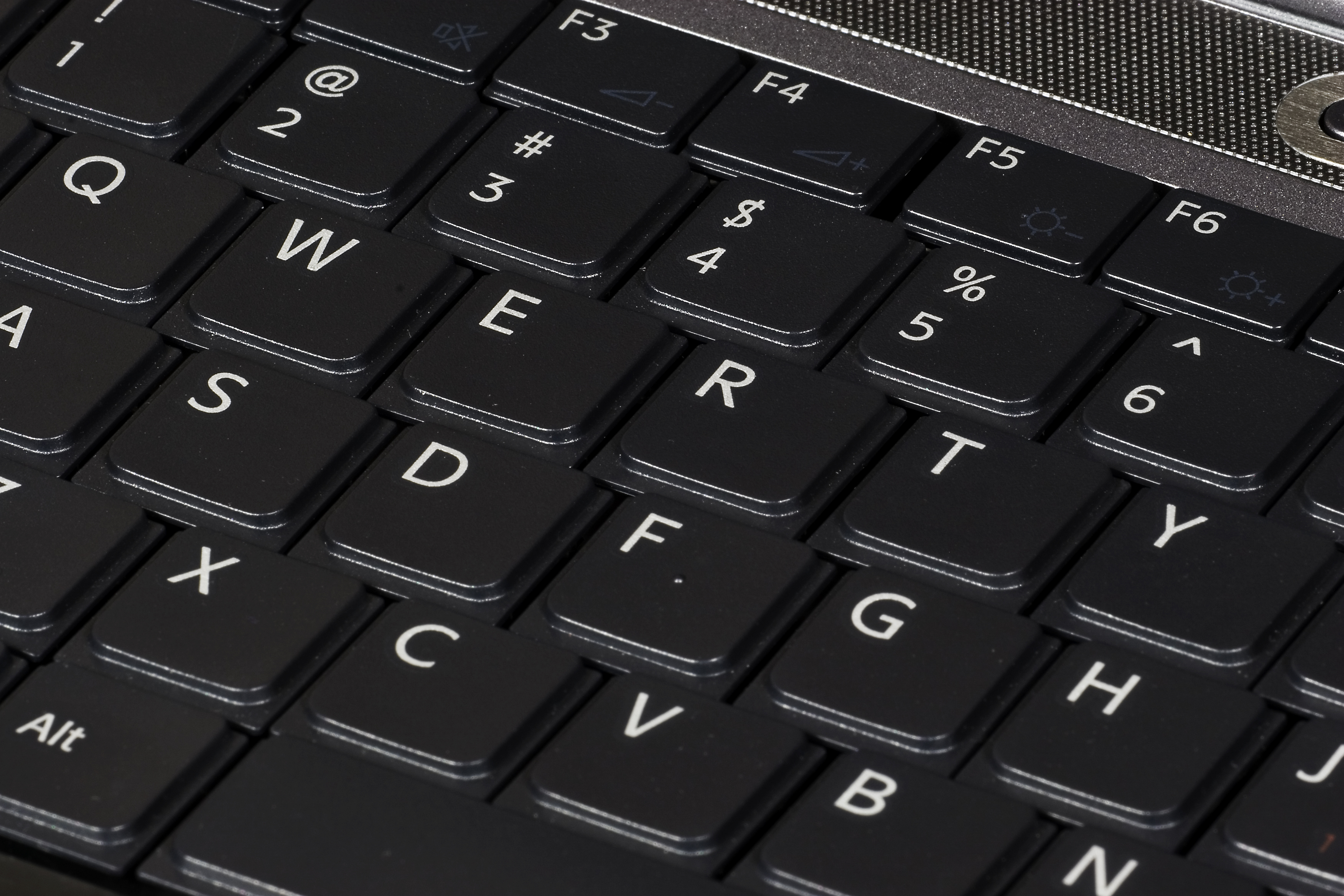
لوحة مفاتيح كويرتي

كويرتي (QWERTY) هو التصميم الأكثر استخداما للوحات المفاتيح الإنجليزية اليوم. الاسم «كويرتي» أتى من أول ستة مفاتيح في هذه اللوحات. تم تصميم لوحة المفاتيح هذه في عام 1874 بواسطة مخترع الآلة الكاتبة الأمريكي كروستوفر شولز، واستخدمت لاحقاً للوحات مفاتيح الحاسوب. بالرغم من أن التصميم قد لا يكون الأكثر كفاءة في الكتابة باللغة الإنجليزية، حيث توجد تصاميم أحدث من كويرتي مثل تصميم دفوراك، إلا أن التصميم لا يزال الأكثر شعبية. بعض اللغات الأخرى تستخدم لوحات مفاتيح مشابهة لكويرتي، مثل لوحة المفاتيح الألمانية التي تعكس مفتاحي Z وY.

## مقالات ذات صلة
لوحة مفاتيح الحاسوب
- لوحة مفاتيح دفوراك المبسطة